# Drosera ferruginea
Drosera ferruginea este o specie de plante carnivore din genul Drosera, familia Droseraceae, ordinul Caryophyllales, descrisă de Larranaga. Conform Catalogue of Life specia Drosera ferruginea nu are subspecii cunoscute.